# Medio físico de la Comunidad de Madrid

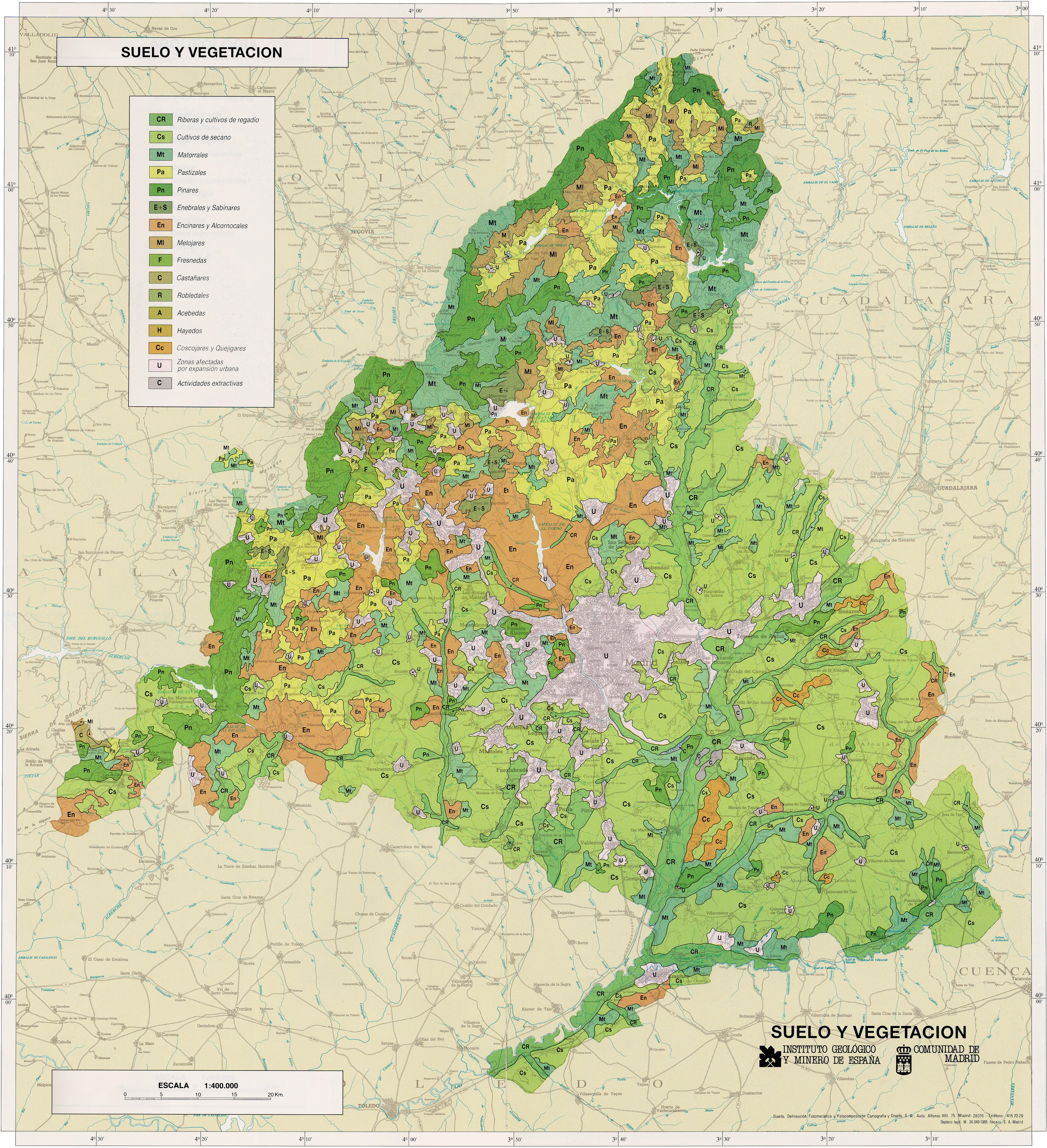
Mapa del suelo y vegetación de la Comunidad de Madrid (IGME 1988).

La Comunidad de Madrid se encuentra en el centro de la península ibérica, entre el Sistema Central y el valle del Tajo; y tiene un exclave en la provincia de Segovia, conocido como Dehesa de la Cepeda. Al norte está flanqueada por las altas montañas del Sistema Central. Limita al norte con Castilla y León (Segovia); al este con Castilla-La Mancha (Guadalajara); al sur con Castilla-La Mancha (Toledo y Cuenca); y al oeste con Castilla y León (Ávila).

## Relieve

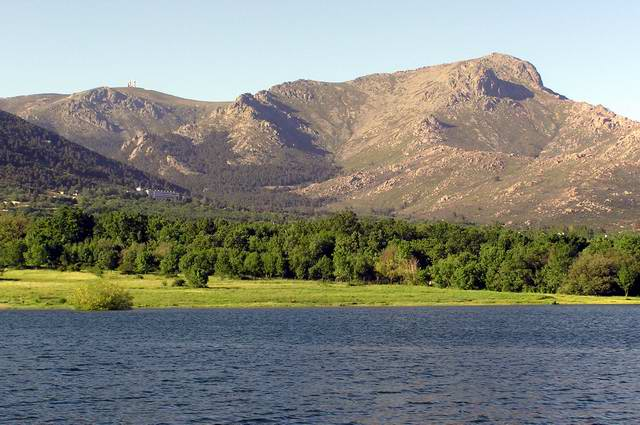
Vertiente madrileña de la Sierra de Guadarrama.

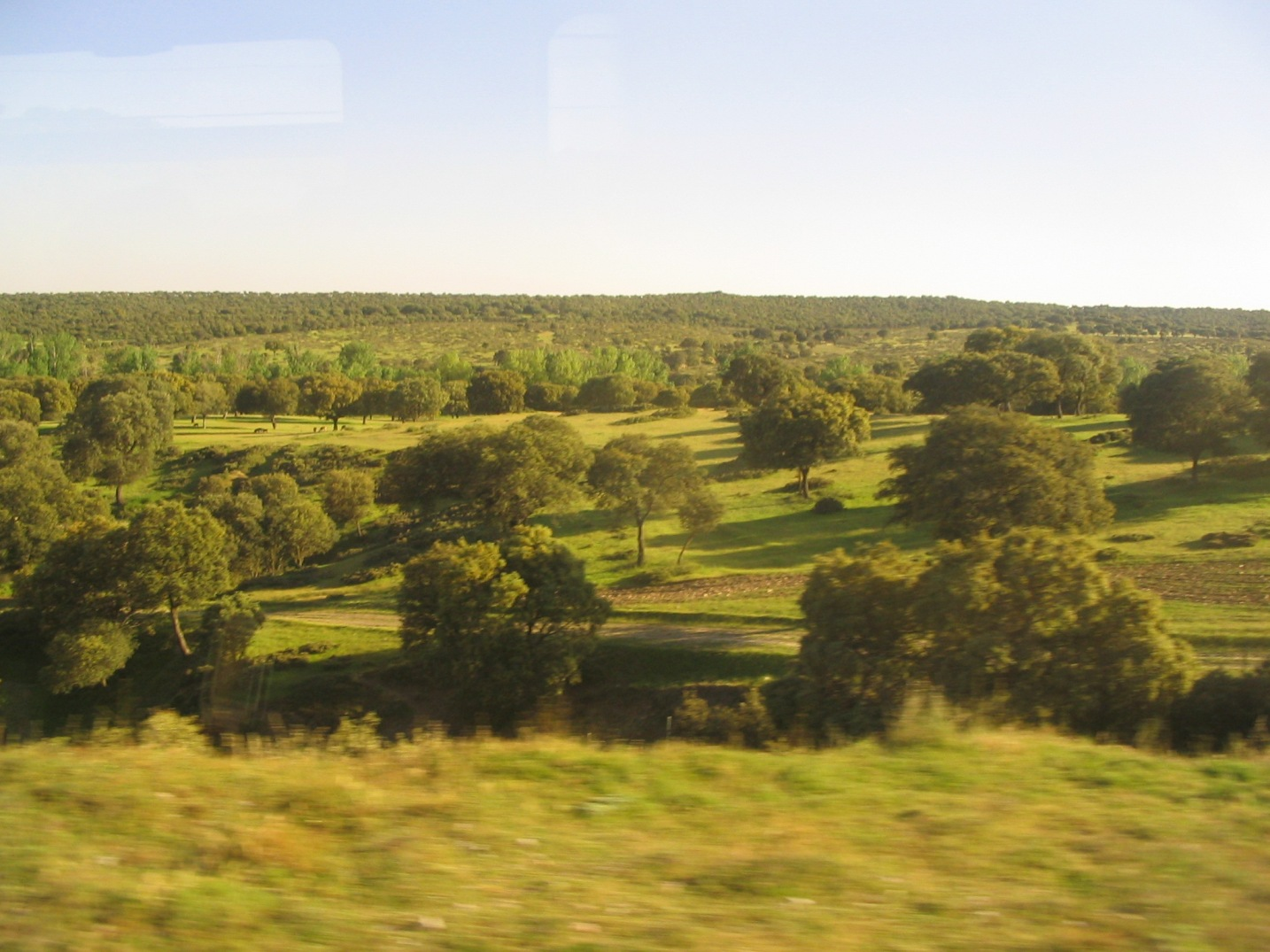
Zonas llanas del Monte del Pardo.

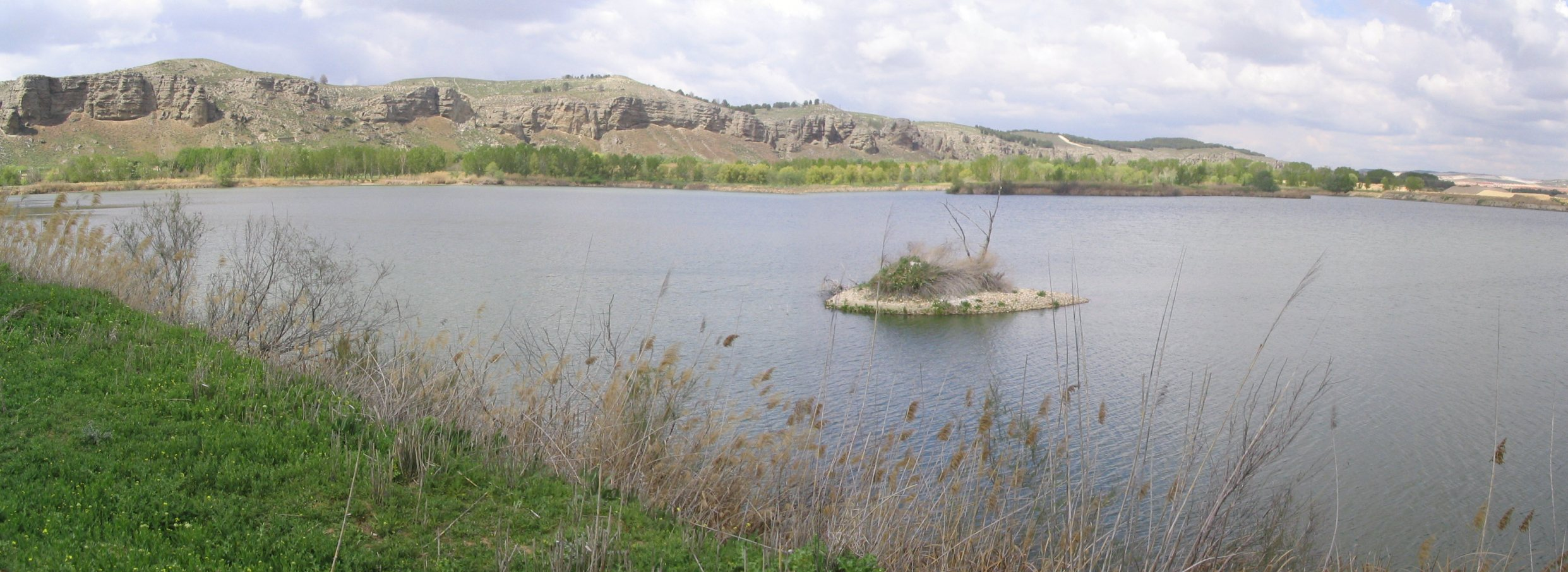
Cerros y una laguna del Parque regional del Sureste.

El territorio de la Comunidad de Madrid es complejo, aunque puede ser resumido en dos conjuntos principales: la sierra y las llanuras del valle del Tajo. Se trata de una región con gran variedad ecológica. Las mayores elevaciones se encuentran en el Sistema Central: Peñalara —Sierra de Guadarrama— (2.430 m), Siete Picos (2.138 m) y Peña Cebollera —Sierra de Ayllón— (2.129 m).
La Sierra Madrileña es un conjunto muy complejo que flanquea la región por el norte. Pertenece al Sistema Central, el cual surgió durante la orogenia alpina. Su relieve es de bloques levantados y hundidos del basamento, con cabalgamientos tipo pop-up y pop-down, por una tectónica de piel gruesa, labrados sobre gneis y granitos formados en su mayoría durante la orogenia varisca. Se distinguen tres conjuntos: el conjunto Somosierra-Ayllón, la sierra de Guadarrama y las estribaciones de la sierra de Gredos al suroeste.
- En el conjunto Somosierra-Ayllón predominan las pizarras y las cuarcitas que se extienden desde el puerto de Somosierra hacia el este y que continúa en Guadalajara y Segovia. Por el este tiene por límite el río Jarama. Presenta profundos encajamientos de los afluentes tributarios de los ríos Lozoya y Jarama.
- La Sierra de Guadarrama es un conjunto de bloques graníticos y gneis que se extiende desde el puerto de Somosierra hasta el valle del Alberche. Es el mayor conjunto de la región. En el sector oriental, el de los montes carpetanos y el macizo de Peñalara, se encuentran las mayores altitudes. Se extiende desde Somosierra hasta Navacerrada. El sector occidental se extiende desde Navacerrada hasta el valle del Alberche. El sector del Guadarrama se extiende desde Navacerrada hasta el puerto de los Leones. Y la sierra de Malagón, entre el puerto de los Leones y el valle del Alberche.
- Las estribaciones de la sierra de Gredos, desde el valle del Alberche hacia el suroeste, son parte del bloque elevado que forma la sierra de Gredos, que en Madrid presenta alturas más bajas, pero que están, también, construidos con granito y gneis. Es la zona de Cadalso de los Vidrios y Cenicientos.

Todo el conjunto montañoso ha sido retocado por la erosión glaciar, de la que aún quedan restos en las zonas más altas. La montaña entra en contacto con el valle del Tajo por medio de grandes rampas labradas sobre rocas duras. Son relieves como Las Machotas, la sierra de la Cabrera, la sierra de Hoyo de Manzanares y el cerro de San Pedro, entre otros.
Todas las sierras se individualizan unas de otras por profundas fallas. La más importante es la falla meridional que marca el límite entre la sierra y el valle del Tajo. Pero las fallas también individualizan fosas tectónicas, que forman depresiones interiores como la fosa de Lozoya, la de Canencia, la de Robledo de Chavela, la de San Martín de Valdeiglesias, la depresión de Cerceda-Santillana-Navalafuente, y la depresión de Guadalix-Redueña.
El valle del Tajo se labra sobre arenas, margas y arcillas en un amplio valle en el que domina el relieve tabular con páramos y campiñas.
- El páramo se encuentra al sureste de la Comunidad, aguas arriba del Tajo. Predominan las llanuras tabulares rematadas en caliza. Existen oteros y mesas de cumbres planas. Es una unidad que tiene aún mayor extensión en las provincias de Guadalajara y Toledo, donde se encuentra la mesa de Ocaña. En Madrid existen dos grandes páramos, el de Humosa, o Corpa, y el de Chinchón-Colmenar de Oreja.
- La campiña está formada por margas y arcillas suavemente onduladas que aparecen tras la erosión de la capa caliza que tenían encima. Se desarrollan al sur y el suroeste de la Comunidad, aguas abajo del Tajo.
- En el noreste de la Comunidad, a lo largo del río Jarama, que procede de Guadalajara, y encima de la rampa que pone en contacto las montañas con el valle del Tajo se desarrolla un depósito de rañas. Las rañas son depósitos sedimentarios de arcillas y margas mezcladas con cantos de diverso tamaño.
- Por último encontramos las vegas propiamente fluviales. Son las superficies de los valles fluviales en los que aparecen terrazas del cuaternario. Las vegas son muy estrechas en las montañas pero a medida que el río se abre, en las campiñas, se ensanchan y adquieren gran extensión.

## Hidrografía

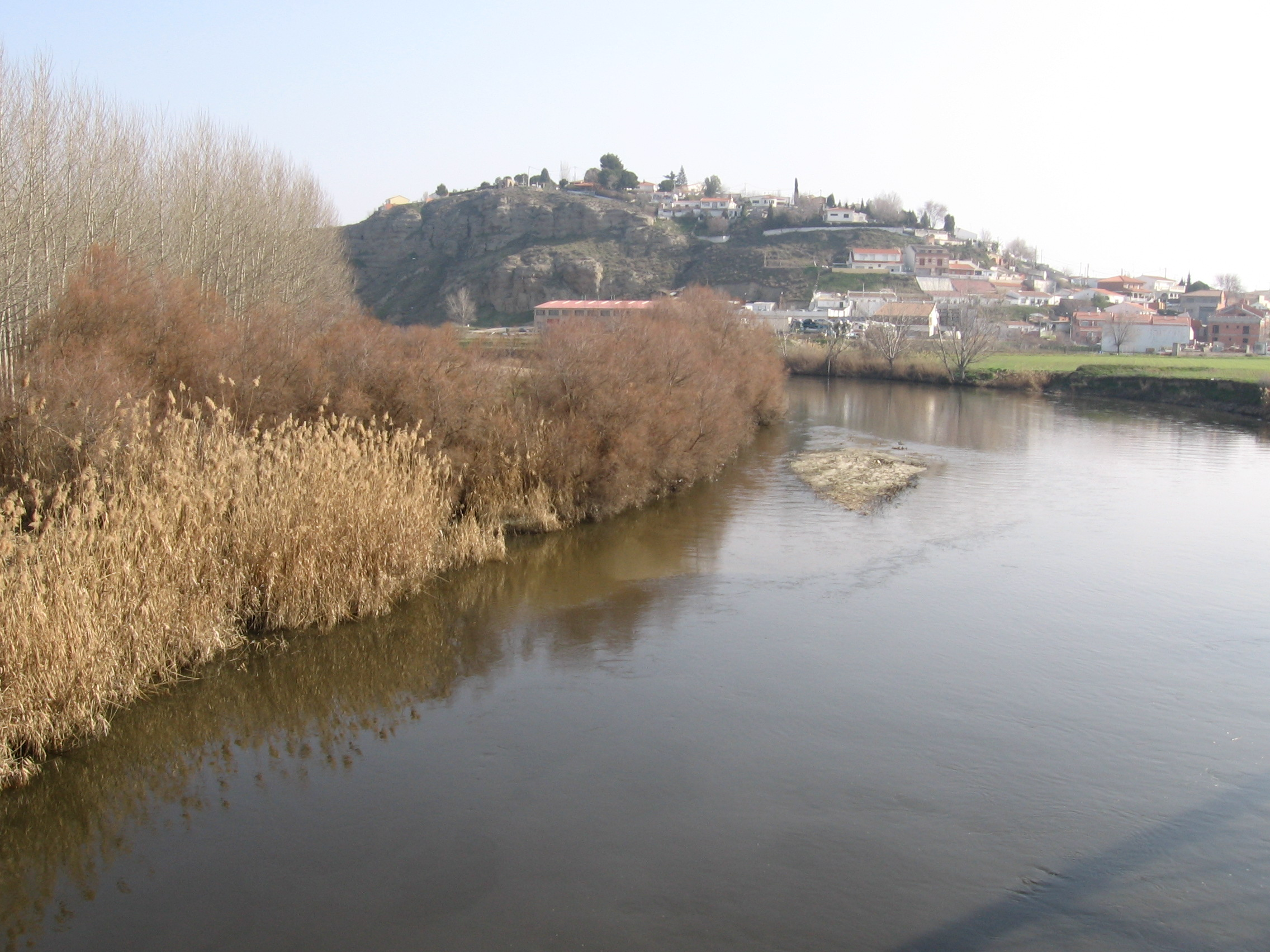
Río Jarama a su paso por Titulcia.

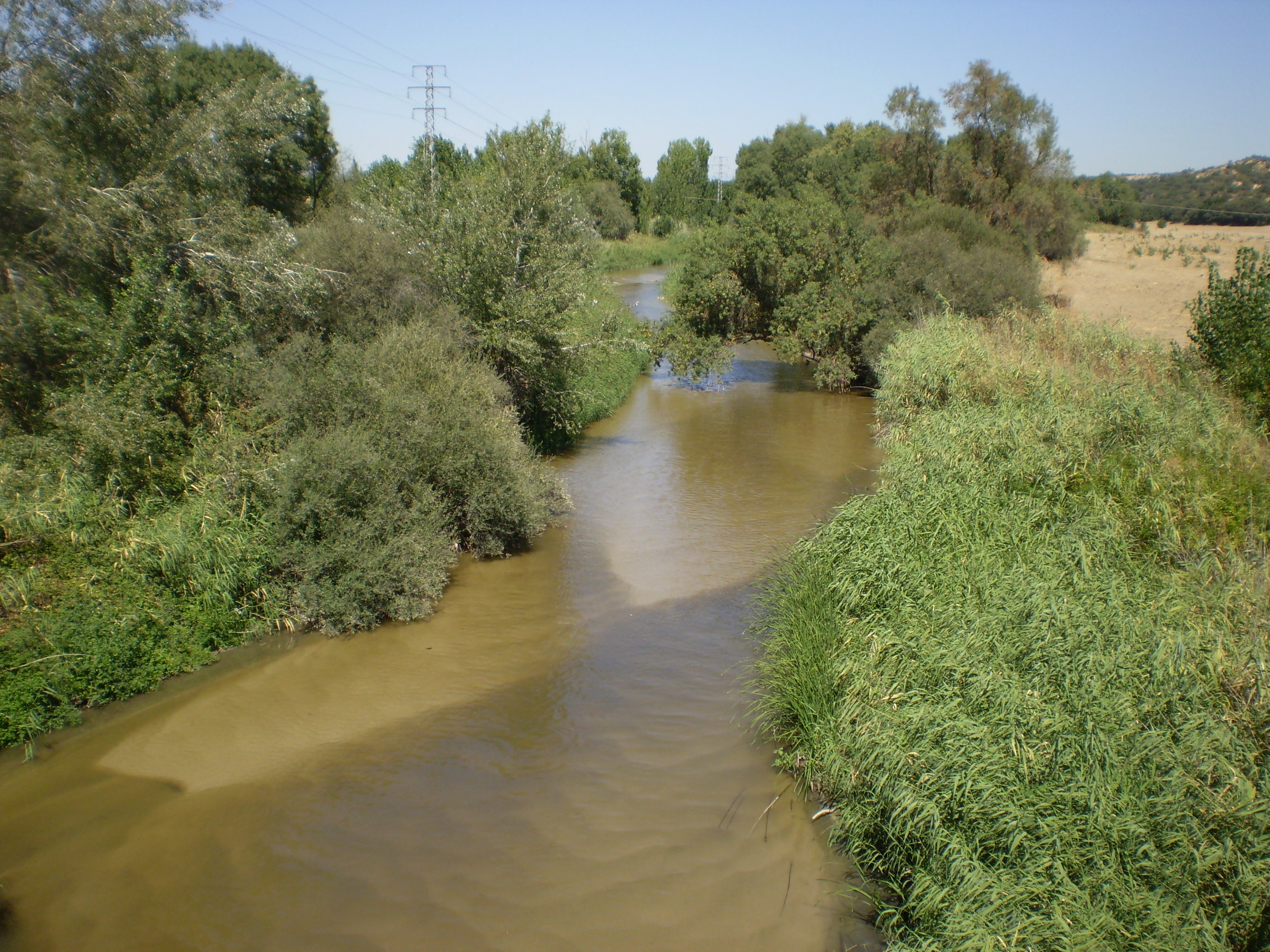
El río Guadarrama, cerca de Batres.

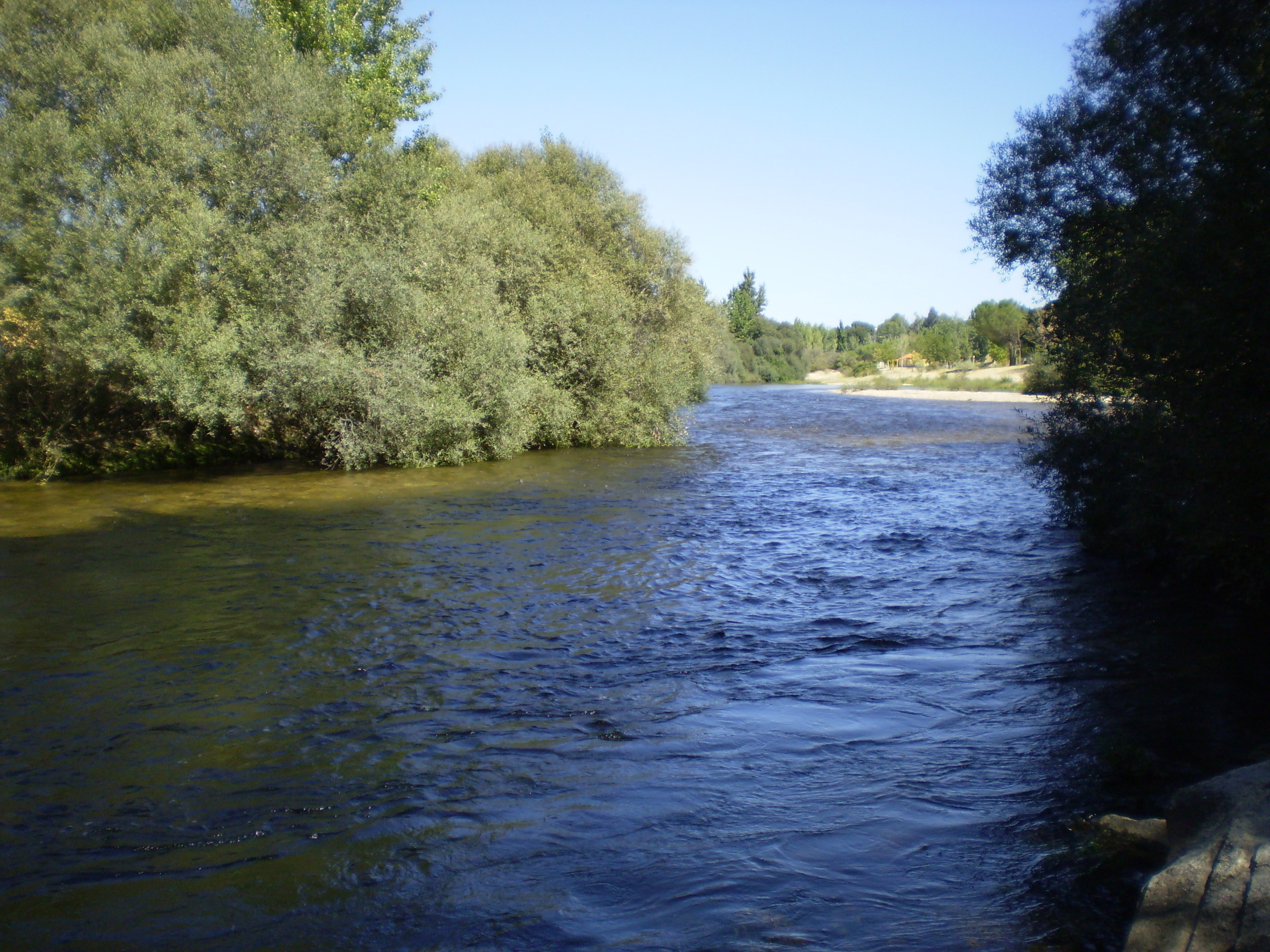
El río Alberche, a la altura de Aldea del Fresno.

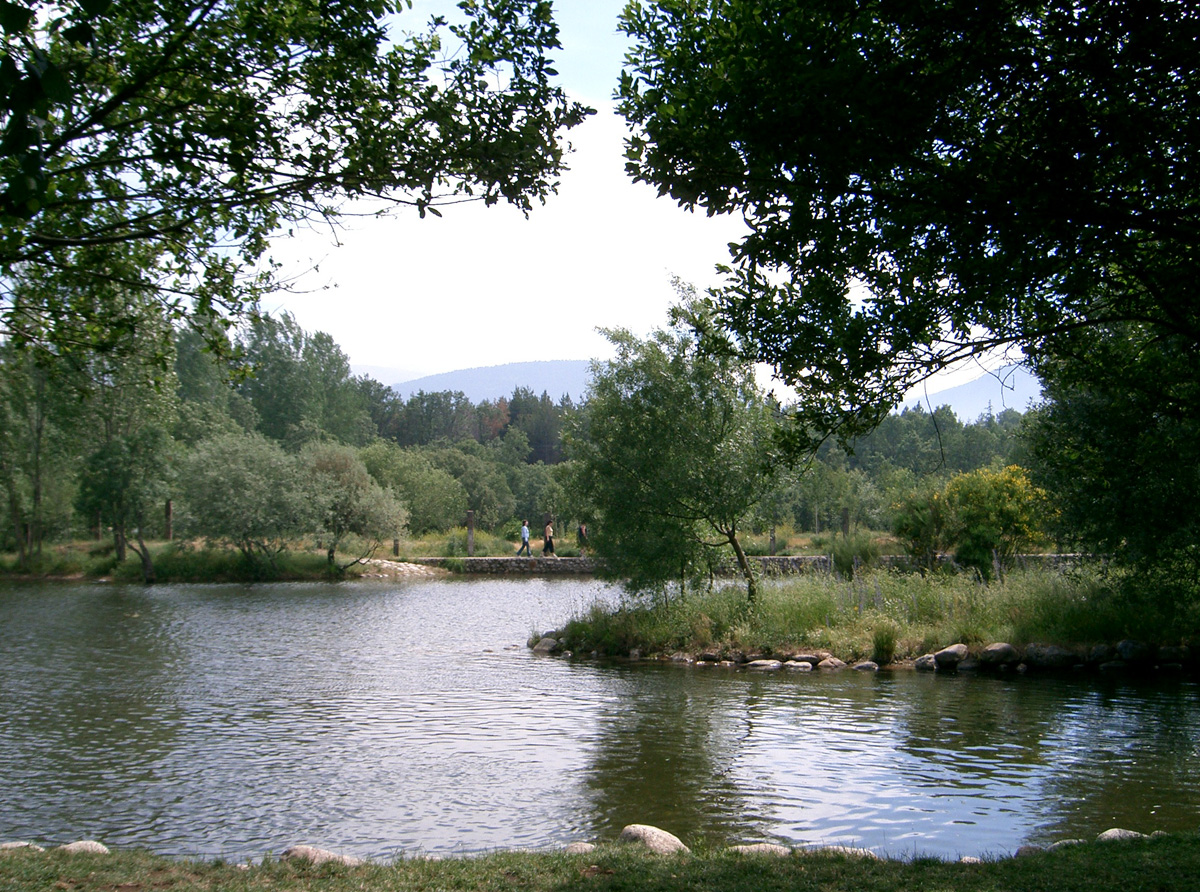
El río Lozoya, a su paso por Rascafría.

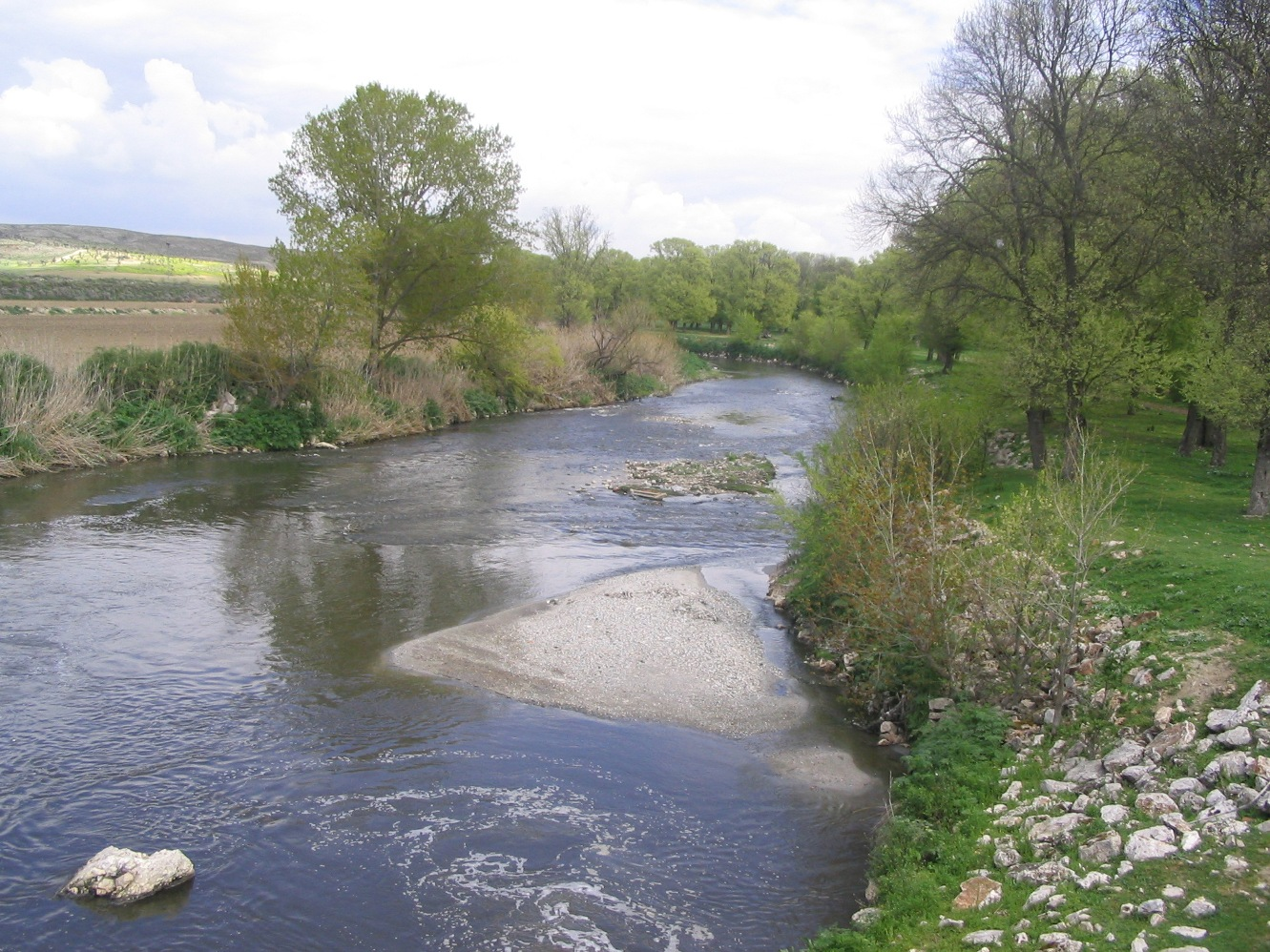
Río Manzanares a su paso por el término municipal de Getafe.

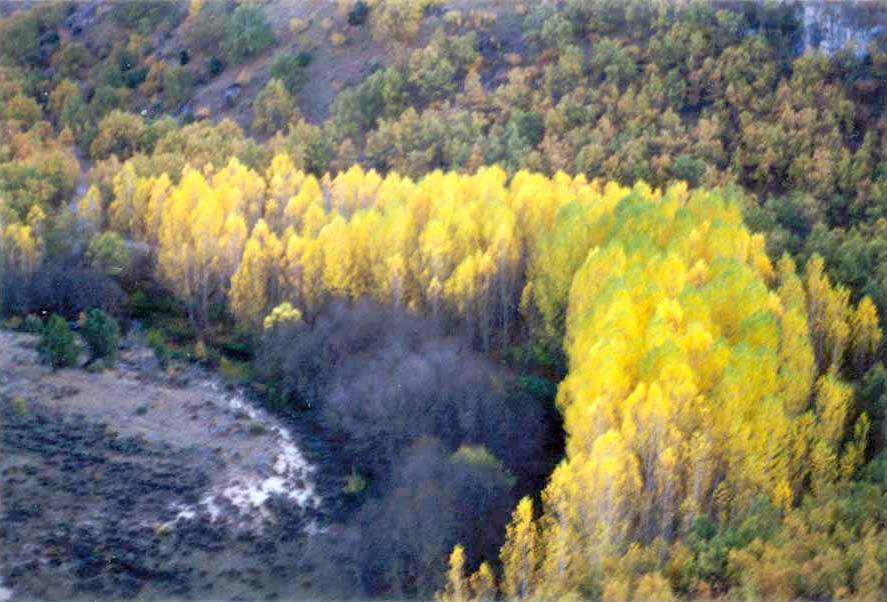
Río Tajuña.

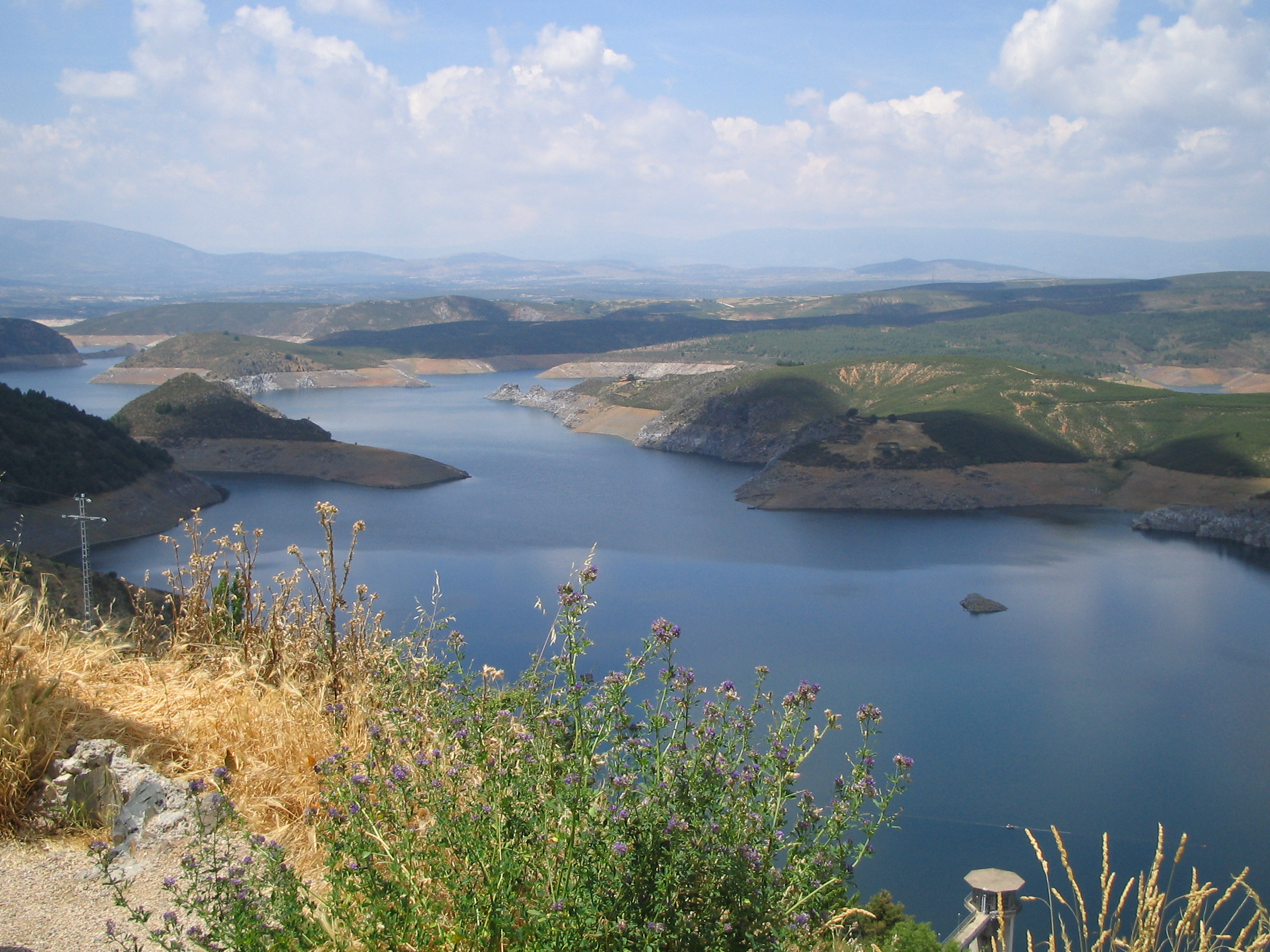
Embalse de El Atazar, el más grande de la Comunidad de Madrid.

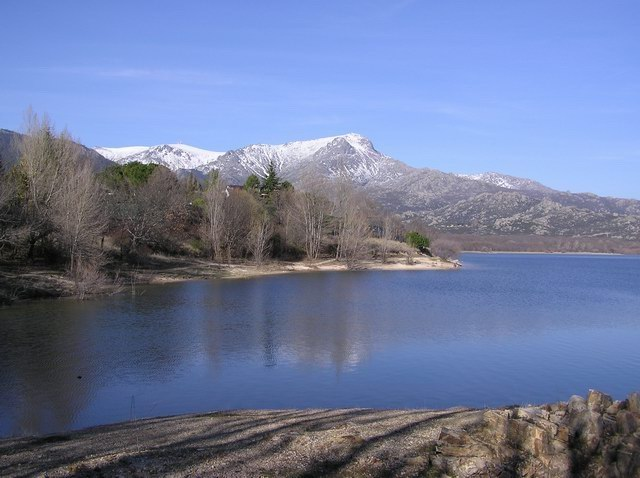
Embalse de Navacerrada.

La Comunidad de Madrid queda encuadrada dentro de la cuenca hidrográfica del Tajo, excepción hecha de contados enclaves de la Sierra de Guadarrama, donde nacen algunas corrientes fluviales que van a parar al Duero. 
Todos los ríos madrileños son tributarios por la derecha del Tajo, en su gran mayoría, canalizados a través del río Jarama. Solo cabe establecer la excepción del Algodor, que llega al Tajo por la izquierda, procedente de los Montes de Toledo. Su desembocadura se sitúa en el término municipal de Aranjuez. 
Una de las características más peculiares de los ríos madrileños es que, salvo algunos casos (como Madrid, Aranjuez o Alcalá de Henares), no recorren los grandes núcleos de población.
Además del Jarama atraviesan la comunidad autónoma otros dos afluentes del Tajo: el río Guadarrama, que nace al pie del puerto de Fuenfría y pasa por Collado Villalba, dejando a la izquierda los grandes núcleos de población del oeste de la provincia; y el río Alberche, que tiene su origen en la Sierra de Gredos (Ávila) y pasa por el extremo occidental de la región. 
Los afluentes del Guadarrama son abundantes, pero ninguno de ellos de importancia; solo tienen relativa entidad los del curso alto y el río Aulencia, afluente por la derecha que viene de El Escorial y se represa en el embalse de Valmayor. El Alberche tiene en Madrid dos afluentes por la izquierda, el Cofio y el Perales, que recogen las aguas de la estrecha cuenca que deja el Guadarrama, pero que provienen de la sierra.
El río Tajo, que nace en los Montes Universales (Teruel) y desemboca en el océano Atlántico (en Lisboa), atraviesa la Comunidad de Madrid a lo largo de 70 km, haciendo de frontera con Toledo en algunos tramos. La única población de importancia que atraviesa en la comunidad es Aranjuez, y el único afluente de relevancia que desemboca en la región es el Jarama, además del ya citado Algodor. Los demás afluentes son arroyos de alimentación pluvial.
El río Jarama nace en la provincia de Guadalajara, al pie de la Peña Cebollera, y toma dirección sur acercándose a Madrid. Se hace madrileño al pie de la presa de Valdentales, y durante unos kilómetros hace de frontera con Guadalajara. A su izquierda se extiende una compleja red de canales que satisfacen las necesidades de Madrid. Es la red de canales de Isabel II. Atraviesa la conurbación de Madrid por San Fernando de Henares, tras dejar a la derecha el Aeropuerto de Barajas. No hay en sus orillas otras grandes poblaciones. Desemboca en el Tajo aguas abajo de Aranjuez. Sus principales afluentes en Madrid son:
- Afluentes por la derecha:
  - El río Lozoya nace en el complejo montañoso de Peñalara, junto al puerto de Cotos. Tiene numerosos afluentes tanto por la derecha como por la izquierda, muy caudalosos ya que bajan de las montañas de Peñalara, Guadarrama y Cabezas de Hierro. En su corto recorrido está embalsado hasta cinco veces, ya que es el río que, en mayor medida, proporciona agua potable a Madrid.
  - El río Guadalix nace en la sierra de la Morcuera, y recoge las aguas de todas esas montañas. Se trata de un río corto aunque relativamente caudaloso.
  - El río Manzanares nace en el Ventisquero de la Condesa entre La Maliciosa y Cabezas de Hierro. En su cabecera tiene muchos afluentes que bajan de las montañas, entre los que destaca el río Samburiel. Pasa por Manzanares el Real, Colmenar Viejo y Madrid.

- Afluentes por la izquierda:
  - El río Henares nace en la Sierra Ministra. Pasa por Sigüenza y Guadalajara y poco después de Azuqueca de Henares entra en la Comunidad de Madrid. Aquí pasa por Alcalá de Henares y desemboca en el Jarama cerca de Mejorada del Campo. Sus afluentes madrileños son arroyos de alimentación pluvial, excepto el río Torote, que entra por la derecha.
  - El río Anchuelo es un río de alimentación pluvial que hace todo su recorrido en la Comunidad de Madrid.
  - El río Tajuña nace cerca del puerto de Maranchón, en la provincia de Guadalajara. Recorre La Alcarria por el sur y entra en Madrid tras pasar por Loranca de Tajuña. Sus afluentes madrileños son cortos y de alimentación pluvial.

En su recorrido madrileño los ríos y sus afluentes tienen características de ríos mediterráneos con un fuerte estiaje en verano, un máximo en primavera, un máximo secundario en otoño y un mínimo secundario en invierno. Al ser ríos que nacen en el Sistema Central tienen una alimentación nivopluvial muy marcada.
Una de las características más destacables de los ríos de la Comunidad de Madrid es que todos ellos tienen embalses tanto en su cabecera como a lo largo de todo su curso. Son embalses para producción hidroeléctrica, el consumo humano y también el regadío:
- Embalse de Cerro Alarcón
- Embalse de El Atazar
- Embalse de El Pardo
- Embalse de El Villar
- Embalse de Granjilla
- Embalse de La Jarosa
- Embalse de Las Nieves
- Embalse de Los Arroyos
- Embalse de Miraflores de la Sierra
- Embalse de Navacerrada
- Embalse de Pedrezuela o de El Vellón
- Embalse de Picadas
- Embalse de Pinilla
- Embalse de Puentes Viejas
- Embalse de Río Sequillo
- Embalse de Robledo de Chavela
- Embalse de San Juan
- Embalse de Santillana
- Embalse de Valmayor
- Embalse del Tobar
- Pantano de San Juan

Los lagos, lagunas endorreicas y acuíferos tienen menos importancia, al menos como recurso para una densidad de población tan grande como la de Madrid.

## Clima

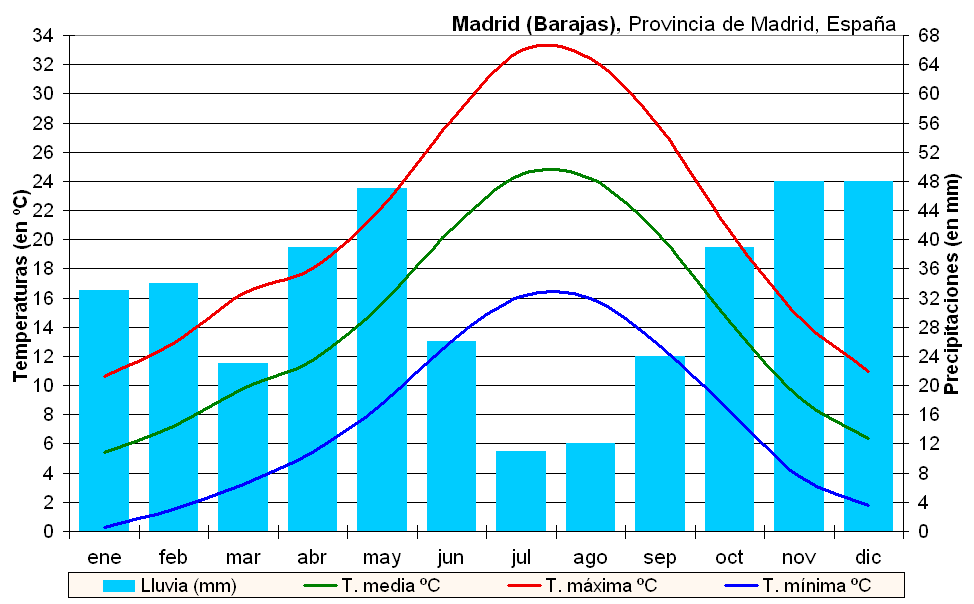
Climograma de Madrid (Barajas).

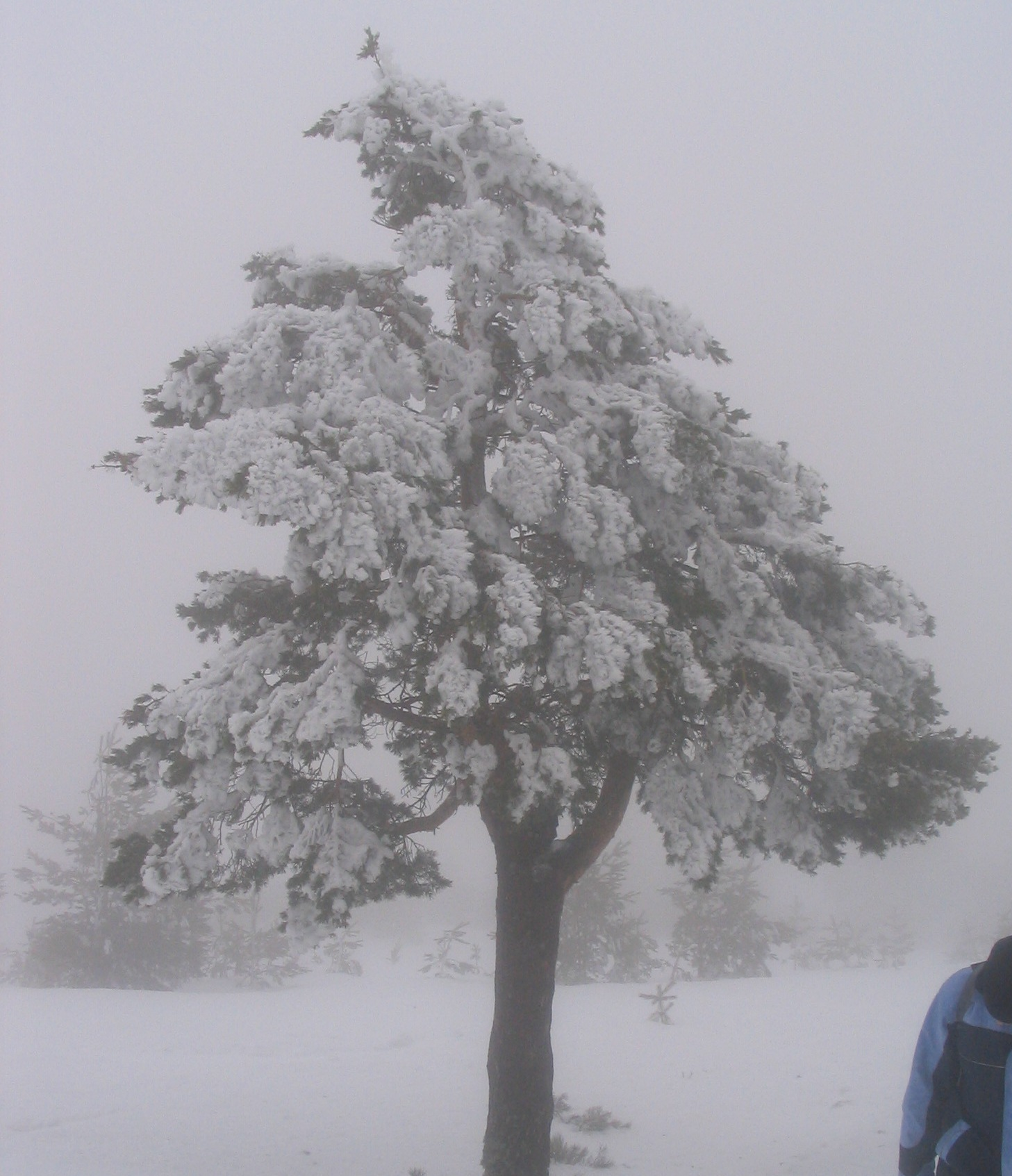
Niebla engelante en la Sierra de Guadarrama. Imagen tomada en invierno.

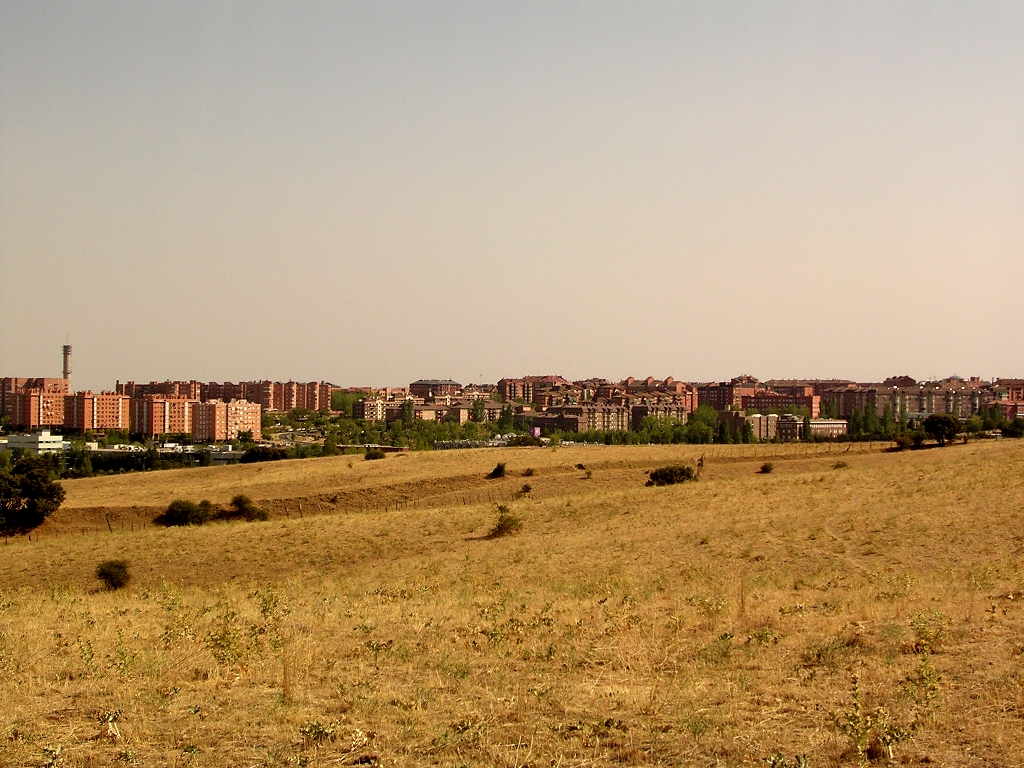
Pradera agostada en verano. Tres Cantos.

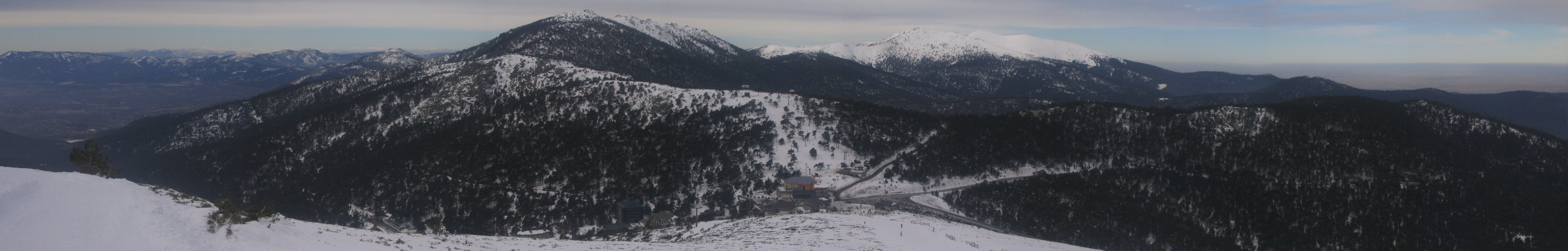
Nieve en las cumbres de la Sierra de Guadarrama.

El clima dominante en la Comunidad de Madrid es el mediterráneo continentalizado; debido a la altitud y a la disposición de las montañas que impiden que lleguen las masas de aire húmedo marítimo. Así, las montañas presentan medias climáticas más frías. Existe un notable gradiente térmico y pluviométrico desde el valle del Tajo hacia las montañas. Los centros de acción principales son el frente polar, que descarga sus masas de aire húmedas y el anticiclón de las Azores. En invierno aparecen anticiclones térmicos sobre La Mancha que dan a la región un tiempo seco y frío, en esta situación son frecuentes las nieblas, que llegan a ser persistentes. En la Comunidad hay que hablar de la irregularidad climática que introduce el medio urbano.
El clima está condicionado por la topografía. Las masas de aire húmedo del Atlántico tienen muchas dificultades para llegar a la región por en buena medida encontrarse a sotavento de los vientos dominantes del oeste. El efecto barrera del Sistema Central impide el paso frecuente de las masas de aire húmedo, mientras que el efecto foehn se muestra moderado, a causa de la altitud de la región. Los días nublados son escasos, aunque hay grandes diferencias entre el valle del Tajo y las montañas.
Las precipitaciones presentan un notable gradiente desde el valle del Tajo, donde no se alcanzan los 500 mm año, hacia las montañas,en las que se pueden superar los 1.500 mm año. En la mayor parte de la región llueve menos de 700 mm. Este límite se corresponde con las estribaciones de las montañas. A partir de aquí las lluvias se incrementan rápidamente con la altitud, hasta alcanzar su máximo en las cumbres más altas. Una de las características más notables, sobre todo en las regiones más secas es la irregularidad interanual. La época más lluviosa del año es la primavera, seguida del otoño. Son las épocas en las que llegan las masas de aire polar marítimo que trae el frente polar. El anticiclón de las Azores predomina en verano, y provoca tiempo seco, soleado y caluroso. En invierno se instalan sobre la región anticiclones térmicos que provocan tiempo seco soleado y frío, con nieblas persistentes. La lejanía del mar y el efecto barrera de las montañas hace que la gota fría apenas tenga incidencia. Encontramos tres, y hasta cuatro, meses de aridez en la mayor parte de la región. A medida que ascendemos por las montañas los meses de aridez se reducen y en las montañas más altas solo tenemos dos meses de aridez.
Las temperaturas presentan un gradiente muy acusado y con un patrón similar al de las precipitaciones. Descienden desde el valle del Tajo hacia las montañas. Las temperaturas medias anuales en el valle del Tajo son de más de 14 °C, mientras que en las montañas descienden hasta los 8 °C, como en Navacerrada. Esto implica que buena parte de las precipitaciones en las montañas se producen en forma de nieve. El mes más frío es enero y el más caluroso agosto. En enero se alcanzan temperaturas bajo 0 °C en toda la región lo que quiere decir que en toda la región se dan heladas seguras. El verano llega a ser caluroso, salvo en la Sierra donde es más bien fresco y hasta frío. Así pues tenemos inviernos largos y fríos y veranos cálidos y la primavera y el otoño son estaciones breves e irregulares pero muy marcadas.
Con estas características de precipitaciones y temperaturas encontramos en Madrid grandes diferencias en el balance hídrico. La cuenca del valle del Tajo es semiárida, ya que se evapora mucha más agua de la que llueve, y húmeda en las regiones montañosas.
El clima urbano de Madrid introduce irregularidades notables en el clima regional. En general, la temperatura dentro de la ciudad es mayor que en las afueras. Esta diferencia se incrementa en situaciones de estabilidad por la acción de un anticiclón térmico, es entonces cuando aparece la isla de calor. La isla de calor es una situación atmosférica que se presenta en las grandes ciudades y consiste en el rápido aumento de la temperatura desde las afueras hacia el centro urbano, donde los edificios y el asfalto desprenden por la noche el calor acumulado durante el día. Provoca vientos locales desde el exterior hacia el interior. Además, la atmósfera urbana es ligeramente más húmeda. Las precipitaciones son las mismas que en el resto del entorno.

## Vegetación

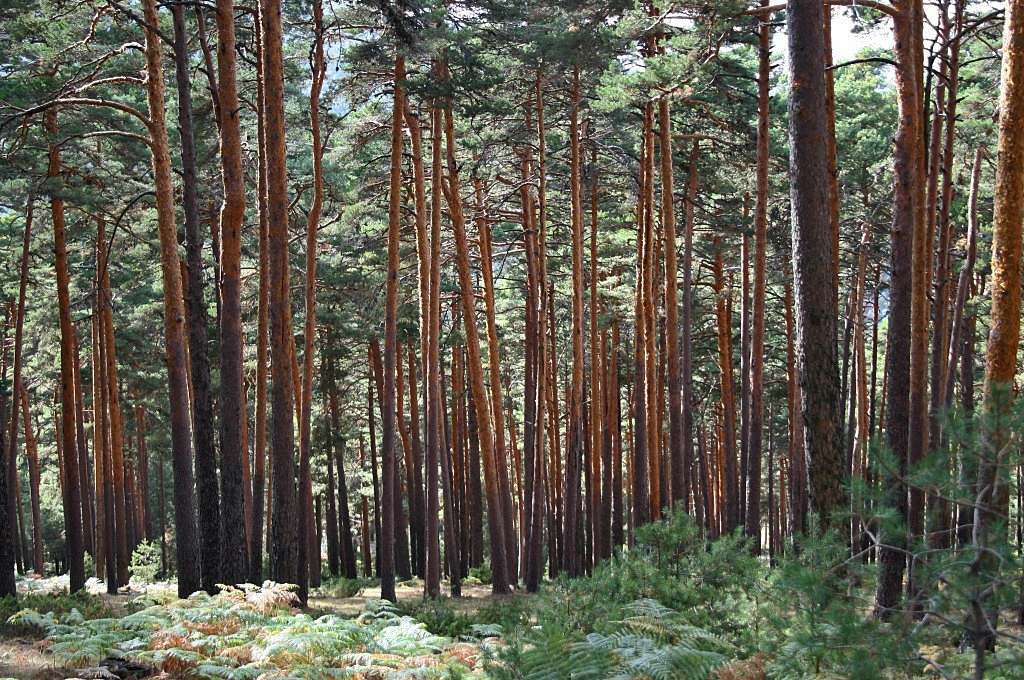
Bosque de pino albar con sotobosque de helechos ubicado en la Sierra de Guadarrama.

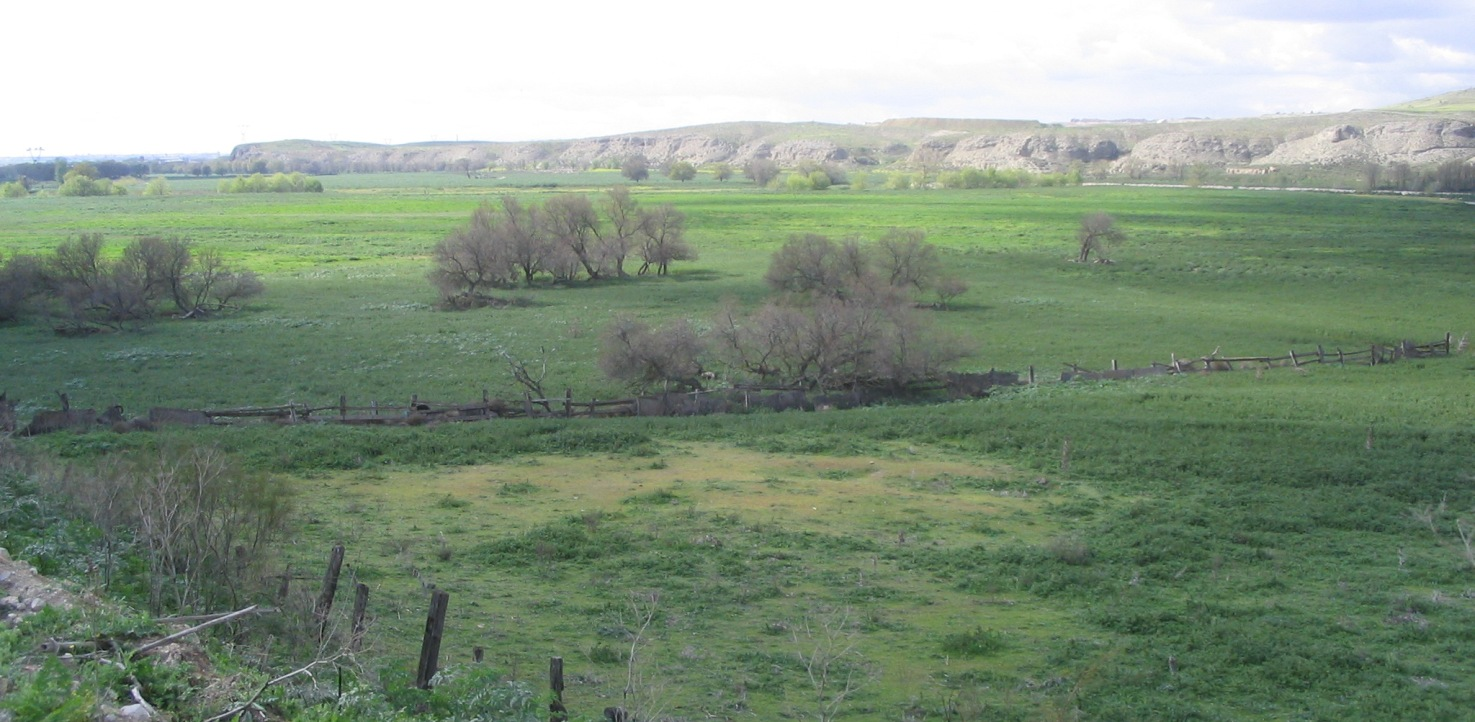
Pastos y árboles caducifolios en la ribera del río Manzanares.

El contraste entre el valle del Tajo y las montañas dan a la comunidad autónoma de Madrid una notable variedad ecológica. Esta ha sido una región intensamente explotada, lo que ha provocado la deforestación de buena parte de la región. Sin embargo, existen zonas de montaña donde las manchas forestales autóctonas son notables a pesar de la intensa presión demográfica. La vegetación natural de la región es el bosque mediterráneo de encina y alcornoques, pero prácticamente ha desaparecido. Sería la vegetación típica del piso basal. El encinar más grande de la Comunidad se encuentra en la rampa entre el valle del Tajo y Guadarrama, es el monte del Pardo y el Soto de Viñuelas. Se trata de un encinar adehesado, con algunas áreas salvajes. En el resto de la región es más normal que predominen las especies subseriales arbustivas, en formaciones de garriga, maquia o estepa mediterránea, que además se corresponden, generalmente, con áreas abandonadas.
En el piso montano aparece el roble melojo y el fresno, ya en condiciones de mayor humedad y menos calor. Sin embargo, este piso sufre intensamente el impacto de las especies de repoblación, como el pino. En las zonas más húmedas y altas aparece el haya, junto a acebos, tejos, arces, cerezos, y demás especies del bosque caducifolio. Y el castaño, como especie cultivada.
En el piso subalpino aparece el pino silvestre, adaptado a una menor temperatura y peores suelos, ya que se encuentra en las laderas más empinadas. El límite inferior de este piso es impreciso, debido a la repoblación del piso montano con esta especie.
En el piso alpino aparece la pradera, que hasta el siglo XIX sirvió como área de pasto para el ganado, y hoy en día es reclamada para actividades de ocio, como las pistas de esquí.
El bosque de ribera es importantísimo en los valles de los ríos. Encontramos olmos, chopos y fresnos, pero ha sufrido muy intensamente la presión antrópica y prácticamente ha desaparecido, sustituido por explotaciones madereras de crecimiento rápido, como los chopos de repoblación.
En el entorno de la ciudad de Madrid la naturaleza tiene rasgos de jardín muy importantes, como la Casa de Campo y el Retiro.